# رودولف اشمونت
رودولف اشمونت (به آلمانی: Rudolf Schmundt) (زاده ۱۳ اوت ۱۸۹۶، مرگ ۱ اکتبر ۱۹۴۴) یک نظامی آلمانی در دوره رایش سوم و نهمین آجودان آدولف هیتلر بود.